# Henry Torrès

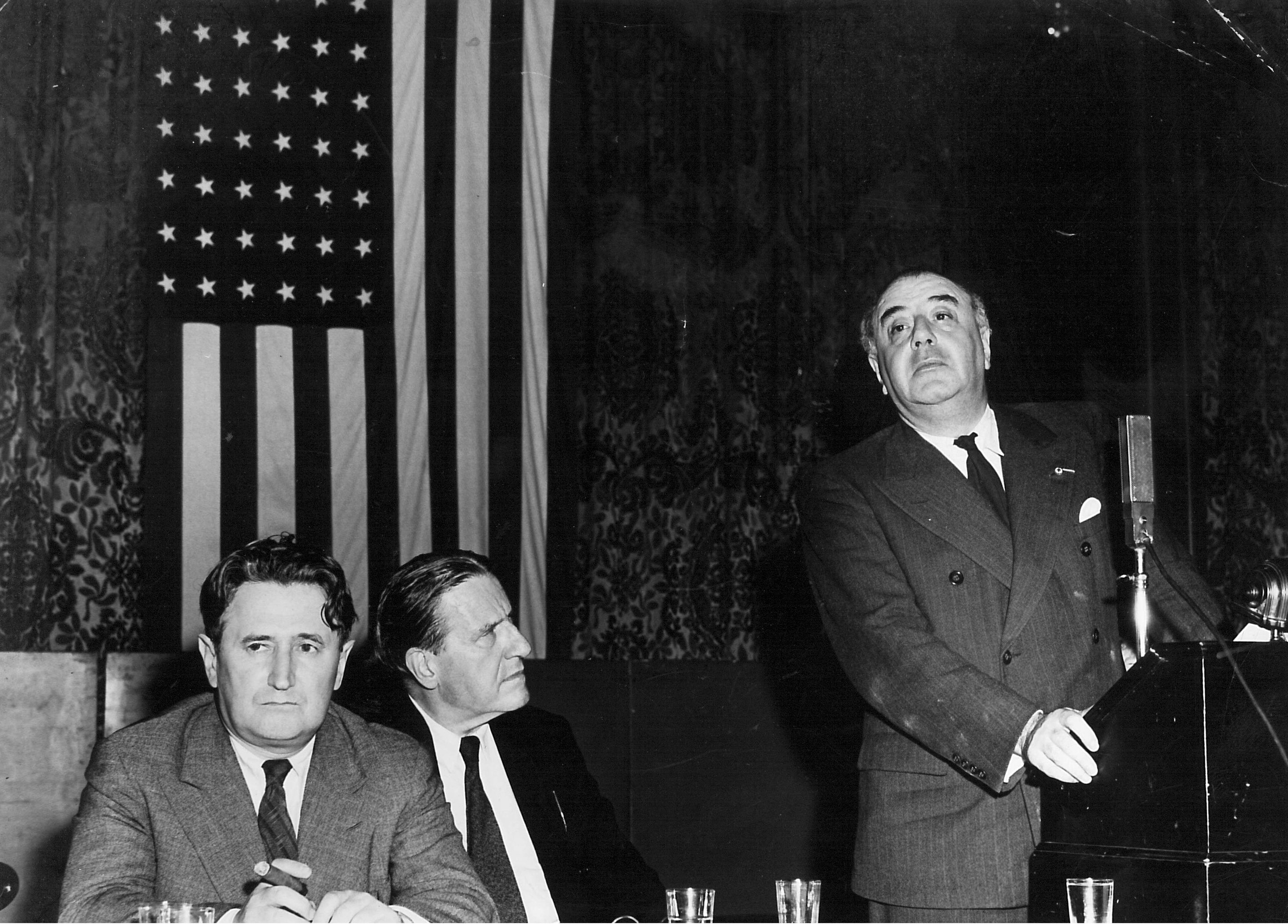
Nahum Goldmann, Stephen Samuel Wise y Henri Torres (hablando) en la conferencia del Congreso Judío Mundial en Nueva York, junio de 1942

Henry Torrès (17 de octubre de 1891 - 4 de enero de 1966) fue un periodista, abogado francés, político, escritor y autor dramático. Fue Diputado por Niza (1932-1936), senador por el Sena (1948-1958).

## Familia
Henry Torrès nació en Les Andelys (Francia) en 1891 en una familia de ascendencia judía. Su abuelo, Isaiah Levaillant, fue fundador de la Liga para la Defensa de los Derechos Humanos y Civiles durante el caso Dreyfus. Fue marido de Jeanne Levylier (de quién luego se divorciaría), y tuvo dos hijos Jean y Georges. 

## Carrera profesional
De joven, Torrès fue un activo comunista, trabajando como periodista en diferentes publicaciones socialistas. Durante la Primera Guerra Mundial, fue sargento de infantería, resultando herido en Verdún, y siendo condecorado con varias medallas, incluida la Cruz de Guerra. Una vez finalizada la guerra, Torrès estudió Derecho y trabajó como abogado penalista. Junto con Vincent de Moro-Giafferi y César Campinchi, fue conocido como uno de los "tres mosqueteros", jóvenes y brillantes dirigentes del Colegio de Abogados parisino. En sus primeros años, Torrès aspiró a convertirse en comediante, pero su pronunciación estaba lastrada por un pronunciado ceceo. Sin embargo, en sus últimos años fue famoso por su voz potente y su extravagante personalidad.
Torrès participó en múltiples procesos penales, antes del proceso Schwartzbard, tanto en París como en Moscú y Rumanía. A su regreso a París, inició una campaña de protesta denunciando el trato bárbaro que recibían los judíos en Besarabia. Después del proceso contra Schwartzbard fue considerado uno de los principales abogados litigantes franceses  y siguió activo en asuntos políticos. Escribió un libro sobre el juicio de los pogromos que sufrieron los judíos en Ucrania (1927).
Tras la invasión nazi de Francia, Torrès huyó a Sudamérica, pero fue expulsado primero de Uruguay y luego de Brasil por sus asociaciones izquierdistas. Se trasladó a Canadá y luego a Estados Unidos. Durante su estancia en América, hizo campaña contra el régimen de Vichy y apoyó a Charles de Gaulle. Como judío, se le prohibió la entrada en el colegio de abogados francés y, debido a sus panfletos y libros antigubernamentales, fue condenado a muerte por el régimen de Pétain.

## Escritor
En Nueva York, Torrès fue redactor jefe de La Voix de France, una revista política para refugiados, y más tarde profesor de Derecho en las universidades de Río de Janeiro y São Paulo. Tras la guerra, regresó a su patria y se reincorporó al colegio de abogados francés.
Fue senador gaullista por el Departamento del Sena entre 1948 y 1958. Ejerció brevemente como Vicepresidente del Tribunal Superior de Justicia y trabajó en el sistema nacional de radio y televisión, siendo Presidente del monopolio estatal entre 1948 y 1959.
Torrès fue un escritor prolífico, incluyendo obras de teatro con un trasfondo legal, y traductor al francés de El juicio de Mary Dugan y Testigo de cargo.. Henry Torrès murió en su casa de París en 1966, a la edad de 75 años.
Escribió las siguientes obras:
- Souvenir, souvenir, que me veux-tu ? (1964)

- Ce que je n'ai jamais dit, chronique du temps retrouvé, De Clemenceau à de Gaulle (1958)

- Accusés hors série (1957)

- La machine infernale (1942)

- Pierre Laval, la France trahie (1941)

- Vichy cède. La France résiste, Deux allocutions prononcées à Montréal... Radio-Canada... les 9 et 10 septembre 1941, hommage des Français libres au Canada (1941)

- The Trial of Mary Dugan (1930)

- "Les Grands Procès de l'année 1929" (1930) de Géo London, con Henry Torrès como autor del Prefacio.

- The trial of Mary Dugan (1929)

- Le procès du "Bonnet Rouge", plaidoirie pour Jacques Landau (1929)

- Le procès des pogromes (1927)

- Histoire d'un complot (1921)

- Pour la justice, pour l'amnistie, pour Paul-Meunier (1920)

- "Afrique si passionnément française" de J. K. Raymond-Millet y otros, con Henry Torrès como autor del prefacio.